# Ричардсон-Селлерс, Мэйси
Мэ́йси Ри́чардсон-Се́ллерс (англ. Maisie Richardson-Sellers, род. 2 марта 1992, Англия) — английская актриса. Наиболее известна по роли Амаи Дживи в телесериале «Легенды завтрашнего дня», а также Ребекки Майклсон в телесериале «Первородные» и Мелхолы в телесериале «Цари и пророки».

## Биография
Ричардсон-Селлерс родилась в семье театральных актёров и с детства была увлечена театром. В 2013 году она окончила Оксфордский университет, получив степень по археологии и антропологии. Во время учёбы Ричардсон-Селлерс участвовала в нескольких университетских спектаклях, а после выпуска начала актёрскую карьеру, получив роль в фильме «Звёздные войны: Пробуждение силы».
Ричардсон-Селлерс определяет себя как квира.

## Фильмография
| Год          |     | Русское название                 | Оригинальное название        | Роль                           |
| ------------ | --- | -------------------------------- | ---------------------------- | ------------------------------ |
| 2012         | кор | Наш первый мир                   | Our First World              |                                |
| 2013         | кор | Американо и ром                  | Americano and Rum            | Элли                           |
| 2014—2017    | с   | Древние                          | The Originals                | Ева Синклер / Ребекка Майклсон |
| 2015         | ф   | Звёздные войны: Пробуждение силы | Star Wars: The Force Awakens | Корр Селла                     |
| 2016         | с   | Цари и пророки                   | Of Kings and Prophets        | Мелхола                        |
| 2016 — н. в. | с   | Легенды завтрашнего дня          | Legends of Tomorrow          | Амая Дживи / Виксен            |